# Uranophora flaviceps
Uranophora flaviceps är en fjärilsart som beskrevs av George Francis Hampson 1901. Uranophora flaviceps ingår i släktet Uranophora och familjen björnspinnare. Inga underarter finns listade i Catalogue of Life.